# Goffstown (Nuevo Hampshire)
Goffstown es un pueblo ubicado en el condado de Hillsborough en el estado estadounidense de Nuevo Hampshire. En el Censo de 2010 tenía una población de 17.651 habitantes y una densidad poblacional de 181,89 personas por km².

## Geografía
Goffstown se encuentra ubicado en las coordenadas 43°1′9″N 71°33′20″O / 43.01917, -71.55556. Según la Oficina del Censo de los Estados Unidos, Goffstown tiene una superficie total de 97.04 km², de la cual 95.46 km² corresponden a tierra firme y (1.63%) 1.58 km² es agua.

## Demografía
Según el censo de 2010, había 17.651 personas residiendo en Goffstown. La densidad de población era de 181,89 hab./km². De los 17.651 habitantes, Goffstown estaba compuesto por el 96.61% blancos, el 0.86% eran afroamericanos, el 0.15% eran amerindios, el 0.81% eran asiáticos, el 0.03% eran isleños del Pacífico, el 0.37% eran de otras razas y el 1.17% pertenecían a dos o más razas. Del total de la población el 1.82% eran hispanos o latinos de cualquier raza.